# Armavia
Armavia (en armenio: Արմավիա) fue una aerolínea con sede en Ereván, Armenia, que operaba servicios internacionales a destinos en Europa y Oriente Medio. Su aeropuerto principal era el Aeropuerto Internacional de Zvartnots, en Ereván.

## Historia
La compañía se creó en 1996, pero no fue hasta 2001 cuando comenzaron los vuelos comerciales a Rusia y Turquía. En 2002, creó una alianza con la compañía rusa S7, que adquirió el 68% de Armavia, junto al 32% de Mika Armenia Trading. 
En 2005, tras la bancarrota sufrida en 2003 por las compañías armenia, Mika Armenia Trading compró el 68% de S7, siendo el propietario en exclusiva.
El 29 de marzo de 2013, los responsables de Armavia anunciaron la declaración de bancarrota de la compañía, suspendiéndose las operaciones el 1 de abril de 2013.

## Accidentes e incidentes
- El 3 de mayo de 2006, el vuelo 967 de Armavia, un A320 se estrelló en el mar Negro cuando cubría la ruta entre Ereván y Sochi, matando a los 113 personas que viajaban a bordo.
- El 5 de mayo de 2006, otro A320 fue destruido cuando se incendió su hangar en el aeropuerto de Bruselas, sin causar muertes ni heridos.

## Flota
A 8 de diciembre de 2010, la flota se componía de

## Destinos
La aerolínea volaba a países de Oriente Medio (Líbano, Israel, Irán, Siria y EAU), a la India y a varios destinos europeos (Georgia, Rusia, Francia, España, Chipre, Alemania, Italia, Grecia, Polonia, Holanda, Suiza, Turquía y Ucrania).